# Bijaneh
Bijaneh (en persan : بيجانه romanisé en Bījāneh) est un village de la province de Kermanshah en Iran. Lors du recensement de 2006, sa population était de 670 habitants pour 145 familles.